# Eufònia plúmbia
L'eufònia plúmbia (Euphonia plumbea) és un ocell de la família dels fringíl·lids (Fringillidae).

## Hàbitat i distribució
Habita boscos i matolls de les terres baixes del sud de Veneçuela, Guyana, Surinam i nord del Brasil.